# Coupling Facility
Die Coupling Facility (CF) ist eine Hardware-Komponente von IBM-Großrechnern. Sie hat die Aufgabe, allen Prozessoren Zugriff auf die gleichen Daten zu ermöglichen, und ist zudem für die flexible Lastverteilung und die Skalierung zuständig. Die CF übernimmt Aufgaben des Locking, Caching, Queueing und Updating. Sie wird über den sogenannten CFCC (Coupling Facility Control Code) gesteuert.